# بانکسیا اپیکا
بنکسیا اپیکا (نام علمی: Banksia epica) گونه‌ای درختچه است که در سرده بنکسیا قرار دارد. این گونه از نوع دولپه‌ای‌های نو استرالیای غربی محسوب می شود. این درختچه بسیار پرشاخه است. 